# لیبتنیت
لیبتنیت  (به انگلیسی: Libethenite) با فرمول شیمیایی [Cu2[OH-PO4 از مجموعه کانی هاست و از نام محل Libethen گرفته شده‌است. در اسید و آمونیاک حل می‌شود. CuO:۶۶٫۵۴٪  P2O۵:۲۹٫۶۹٪  H2O:۳٫۷۷٪  برای اولین بار در چک اسلواکی کشف شد و از نظر شکل بلور: بی پیرامیدال - منشوری، رنگ: سبز تیره - سبز سیاه، شفافیت: شفاف - نیمه شفاف، شکستگی: صدفی - نامنظم، جلا: چرب - شیشه ای، رخ: ناقص، سیستم تبلور: ارترومبیک و در رده‌بندی فسفات است همچنین خاصیت مغناطیسی ندارد و منشأ تشکیل آن ثانوی است.
همایند کانی‌شناسی (پارانژ) آن سختی - اشعه X - واکنش هایشیمیاییآتاکامیت - اولیوینیت - مالاکیت- کوپریت- مالاکیت- پزویدومالاکیت- لیمونیت و غیره است
، از نظر ژیزمان بلوری - دانه‌های مجتمع کمیاب است و بیشتر در چک اسلواکی، فرانسه، انگلستان، آمریکا و زئیر یافت می‌شود.

## منبع
- پردیس کشاورزی ایران